# Yes

دستور yes یکی از دستورهای خط فرمان یونیکس است. این دستور یک آرگومان را به عنوان ورودی گرفته و آن را به طور مرتب در خروجی استاندارد تکرار می‌کند. این کار تا زمانی که کاربر فرایند مربوطه را kill نکند ادامه خواهد یافت. اگر هیچ آرگومانی برای yes ارسال نشود، حرف y به طور مرتب تکرار خواهد شد.